# بوكيناسكو
بوكيناسكو ( ميلانو : بوكيناسكو ) هي بلدية في مقاطعة ميلانو في منطقة لومبارديا الإيطالية ، وتقع على بعد حوالي 7 كيلومتر (4 ميل) من جنوب غرب ميلانو .

## التاريخ
انشئت البلدية عام 1841 من خلال دمج قلعة بوكيناسكو و روفيدو و رومانو بانكو و غودو غامباريدو، و في عام 1871، ظلت جرانسينو و رونشيتو سول نافيجليو (التي تم ضمها إلى ميلانو في عام 1923) مركزًا زراعيًا حتى الخمسينيات من القرن الماضي . وماحدث لاحقا ان الهجرة المستمرة من جنوب إيطاليا ادت إلى تغلب رومانو بانكو على القرى الصغيرة الأخرى من حيث عدد السكان ، فأضحت الآن الجزء الصناعي والإداري الرئيسي للبلاد .

## المعالم السياحية الرئيسية
- قلعة فسكونتي، التي بُنيت في أواخر القرن الرابع عشر ، وتم تجديدها في القرنين الخامس والسادس عشر.
- فيلا دوريني بوروميو (القرن السادس عشر)

## روابط خارجية
- الموقع الرسمي